# Adrian Ugličský
Svatý Adrian Ugličský (úmrtí po roce 1504, Uglič) byl ruský pravoslavný monach.

## Život
Byl učedníkem a kelejníkem Paisija Ugličského. O jeho životě víme právě ze života svatého Paisija.
Roku 1483 se podílel na vysvěcení nové katedrály monastýru.
Roku 1489 založil spolu s Paisijem monastýr svatého Mikuláše, který se stal závislým na Pokrovském monastýru. Pokrovský monastýr byl také založen Svatým Paisijem a zde oba monaši žili. Adrian se stal se představeným nového monastýru.
Zemřel po roce 1504 a přikázal, aby byl pohřben vedle svého učitele Paisija.
K jeho svatořečení došlo pravděpodobně v 17. století.
Dne 10. března 1964 bylo jeho jméno zařazeno do Soboru Rostovo-jaroslavských svatých.